# Клаудіо Баеса
Клаудіо Баеса (ісп. Claudio Baeza, нар. 23 грудня 1993, Лос-Анхелес) — чилійський футболіст, півзахисник мексиканського клубу «Толука» та національної збірної Чилі.

## Клубна кар'єра
Народився 23 грудня 1993 року в місті Лос-Анхелес. Вихованець футбольної школи клубу «Коло-Коло». Дорослу футбольну кар'єру розпочав 2012 року в основній команді того ж клубу, в якій провів шість сезонів, взявши участь у 154 матчах чемпіонату.  Більшість часу, проведеного у складі «Коло-Коло», був основним гравцем команди.
Згодом з 2019 по 2021 рік грав за саудівський «Аль-Аглі» та мексиканський «Некакса».
2021 року перейшов до іншого мексиканського клубу, «Толуки». Станом на 3 жовтня 2024 року відіграв за команду з Толука-де-Лердо 132 матчі в національному чемпіонаті.

## Виступи за збірні
2013 року залучався до складу молодіжної збірної Чилі. На молодіжному рівні зіграв у 8 офіційних матчах, забив 1 гол.
2019 року дебютував в офіційних матчах у складі національної збірної Чилі.
У складі збірної був учасником розіграшу Кубка Америки 2021 року у Бразилії.
| Дата       | Місто          | Господарі | Результат | Гості     | Турнір            | Голи | Примітки     |
| ---------- | -------------- | --------- | --------- | --------- | ----------------- | ---- | ------------ |
| 6-9-2019   | Лос-Анджелес   | Чилі      | 0 – 0     | Аргентина | товариський матч  | -    | 49' 55'      |
| 11-9-2019  | Сан-Педро-Сула | Гондурас  | 2 – 1     | Чилі      | товариський матч  | -    |              |
| 12-10-2019 | Аліканте       | Колумбія  | 0 – 0     | Чилі      | товариський матч  | -    | 71'          |
| 15-10-2019 | Аліканте       | Гвінея    | 2 – 3     | Чилі      | товариський матч  | -    | 75'          |
| 9-10-2020  | Монтевідео     | Уругвай   | 2 – 1     | Чилі      | Відбір до ЧС 2022 | -    | 90'          |
| 14-10-2020 | Нюньйоа        | Чилі      | 2 – 2     | Колумбія  | Відбір до ЧС 2022 | -    |              |
| 13-11-2020 | Сантьяго       | Чилі      | 2 – 0     | Перу      | Відбір до ЧС 2022 | -    | 71'          |
| 17-11-2020 | Каракас        | Венесуела | 2 – 1     | Чилі      | Відбір до ЧС 2022 | -    | 46'          |
| 5-9-2021   | Кіто           | Еквадор   | 0 – 0     | Чилі      | Відбір до ЧС 2022 | -    |              |
| 9-9-2021   | Кіто           | Колумбія  | 3 – 1     | Чилі      | Відбір до ЧС 2022 | -    |              |
| 14-10-2021 | Сантьяго       | Чилі      | 3 – 0     | Венесуела | Відбір до ЧС 2022 | -    | 78'          |
| 11-11-2021 | Асунсьйон      | Парагвай  | 0 – 1     | Чилі      | Відбір до ЧС 2022 | -    |              |
| 16-11-2021 | Сантьяго       | Чилі      | 0 – 2     | Еквадор   | Відбір до ЧС 2022 | -    | 75'          |
| 8-12-2021  | Остін          | Мексика   | 2 – 2     | Чилі      | товариський матч  | -    | кап. 73'     |
| 11-12-2021 | Лос-Анджелес   | Сальвадор | 0 – 1     | Чилі      | товариський матч  | -    | кап. 24' 82' |
| 1-2-2022   | Ла-Пас         | Болівія   | 2 – 3     | Чилі      | Відбір до ЧС 2022 | -    | 67'          |
| 24-3-2022  | Ріо-де-Жанейро | Бразилія  | 4 – 0     | Чилі      | Відбір до ЧС 2022 | -    | 61'          |
| 5-9-2024   | Буенос-Айрес   | Аргентина | 3 – 0     | Чилі      | Відбір до ЧС 2026 | -    | 72'          |
| Усього     |                | Матчів    | 18        |           | Голів             | 0    |              |